# Eurídice d'Atenes
Eurídice (en llatí Eurydice, en grec antic Εὐρυδίκη) fou una dama atenenca descendent del general Milcíades, segons Plutarc, que va viure cap al segle iv aC.
Es va casar per primera vegada amb Ofel·les el conqueridor de Cirene, però després de la seva mort va tornar a Atenes on es va casar amb Demetri Poliorcetes quan aquest va fer la seva primera visita a la ciutat. Hauria tingut amb Demetri un fill de nom Corrhabos.